# Pürgger Dichterwochen
Die Pürgger Dichterwochen waren 1953 bis 1955 in jährlichem Abstand organisierte literarische Veranstaltungen in der Gemeinde Pürgg-Trautenfels (heute Teil von Stainach-Pürgg), in denen österreichische und einzelne deutsche Autoren des „nationalen“ Lagers mit jüngeren, unbelasteten Schriftstellern in Kontakt traten. 
Initiator der Treffen war Alfred Rainer, der damalige Bezirksparteiobmann der ÖVP in Liezen und Gründer des Ennstaler Kreises, dem es ein Anliegen war, die durch das NS-System geprägte Generation der Kriegsheimkehrer wieder in die österreichische Gesellschaft zu integrieren. Er genoss dabei das Wohlwollen von Landeshauptmann Josef Krainer senior und jenes der amerikanischen Besatzungsmacht. 
Die Teilnehmerliste der Pürgger Treffen umfasste zeitweilig prominente Namen. So zählten zu den Teilnehmern der ersten Pürgger Dichterwoche (17. bis 20. September 1953) Hans Friedrich Blunck, Bruno Brehm, Paula Grogger, Fritz Habeck, Otto Hofmann-Wellenhof, Robert Hohlbaum, Mirko Jelusich, Günther Nenning, Karl Springenschmid und Herbert Zand. Die 2. Pürgger Dichterwoche (16. bis 20. Juni 1954) versammelte im Hof von Schloss Trautenfels unter anderem Herbert Cysarz, Kurt Frieberger, Christine Lavant, Josef Friedrich Perkonig, Frank Thiess und Hans Weigel. An der dritten Pürgger Dichterwoche (14. bis 18. September 1955) nahmen unter anderem teil: Rudolf Bayr, Alfons von Czibulka, Ernst von Dombrowski, Jeannie Ebner, Otto Hofmann-Wellenhof, Wolfgang Kudrnofsky, Erich Landgrebe, Eugen Roth, Wieland Schmied.
Kritische Betrachter sehen die Pürgger Dichterwochen als Teilaspekt des Kulturkampfes im Kalten Krieg.